# Suzana (fadista)
Suzana (Susana Cristina Pinto Casqueiro) nasceu em Lisboa. É uma fadista portuguesa.

## Percurso
Em 1998 venceu a Grande Noite do Fado.
Com o seu marido, o músico Marco Quelhas, inicia em 2002 o projecto Duas Luas que lança um single e um álbum.
Em 2005 lançou o seu álbum de estreia. Anel de Fogo contém temas como "Saudades" (poema de Florbela Espanca), "Um Amor Antigo" (letra de Francisco Nicholson e música de Zé Cabeleira) "Porque Sou Tua" (letra de Suzana), "Este é o Fado" (letra de Marco Quelhas), "Promessa Perdida" (versão portuguesa de "The Lost Dreams", com letra de Marco Quelhas e música de Amr Ismail) e "Anel de Fogo", com letra de Suzana. As músicas, onde não indicado, são de Marco Quelhas que também produziu o disco. O disco inclui ainda três versões: "Calunga" de Amália Rodrigues, "Balada de Outubro" de Zeca Afonso e "Quebranto" de Jorge Fernando.
Em 2014 chegou à final do Festival RTP da canção onde participou com o pseudónimo de Zana.

## Discografia
- 2002 - Duas Luas
- 2005 - Anel de Fogo (Sete Vidas)[2][3][4]